# Mont Ellen
Le mont Ellen est un sommet culminant à 1 244 mètres d'altitude dans le Vermont, au Nord-Est des États-Unis. Il est situé dans les montagnes Vertes.